# Peñón Blanco
Peñón Blanco, es un poblado localizado en el estado de Durango, México, ubicado al noroeste de la región de Los Llanos, y norte de Los Valles. Es la cabecera municipal del municipio del mismo nombre.
Barrios y Colonias
De los barrios mas antiguos, cercanos a la Zona Centro; La Calzada, Santa Lucía, San Isidro, Los Luna, La Bajada, Jesús María (rescoldo) La 12 de Diciembre,  El Cerro de la Cruz, Los Santiago, Las Parejas, La Luz del Día... 
Escuelas
Primarias: Benito Juarez, 20 de Noviembre, *Los Luna, 12 de Diciembre, San Isidro, La Luz del Día, Jesús María, Las Parejas (*articulo incompleto, hay escuelas en varios barrios pero no me se los nombres de todos; voy a enumerar los lugares donde hay una escuela primaria, los jardines de niños se los voy a quedar a deber, son muchos)
El municipio limita al norte, con  el municipio de Nazas, al oeste con San Juan del Río, al este con el municipio de Cuencamé y al sur con Guadalupe Victoria. Las poblaciones más importantes fuera del mismo Peñón Blanco son, no necesariamente en este orden, Luis Moya, Yerbaníz, J. Agustín Castro, San Pablo, El Álamo, Col. Juárez, Las Cruces, La Flor, La Cumbre, Covadonga, Nuevo Covadonga, San Antonio de Jacales, Los Encinos, Ventanas, La Concha.
Secundarias y Preparatorias
EST # 11, COBAEB 6 

## Toponimia
El nombre del municipio se dio en atención al cerro blanco, que existe en su extremo norte. Esta elevación es una formación granítica de 2,500 metros de altura forma parte de las montañas que limitan la Joya de Covadonga, las cuales por los efectos de la erosión, han formado acantilados y diversas figuras. En esta cadena montañosa también hay pinturas de arte rupestre hechas por grupos seminómadas.

## Historia
Peñón Blanco remota su origen a tribus de Irritilas que habitaban la región desde tiempos precolombinos, los que apacibles vieron llegar la fe cristiana predicada por Fray Pedro de Espinareda y Fray Jacinto de San Francisco, más conocido como Fray Cintos. Conviene saber que Fray Cintos fue incansable luchador, creyendo que haría un bien al pueblo esforzándose por convertirlo al catolicismo, que significaba la luz de una nueva civilización, enseñaba a los naturales una nueva doctrina y el cristiana y el canto llano o bien se echaba a andar con el objeto de acarrear a los indios a la misión, dispensaba a estos atenciones paternales, los defendía de las arbitrariedades o injusticias de las autoridades y les solucionaba todas las dificultades que sus feligreses tenían. 

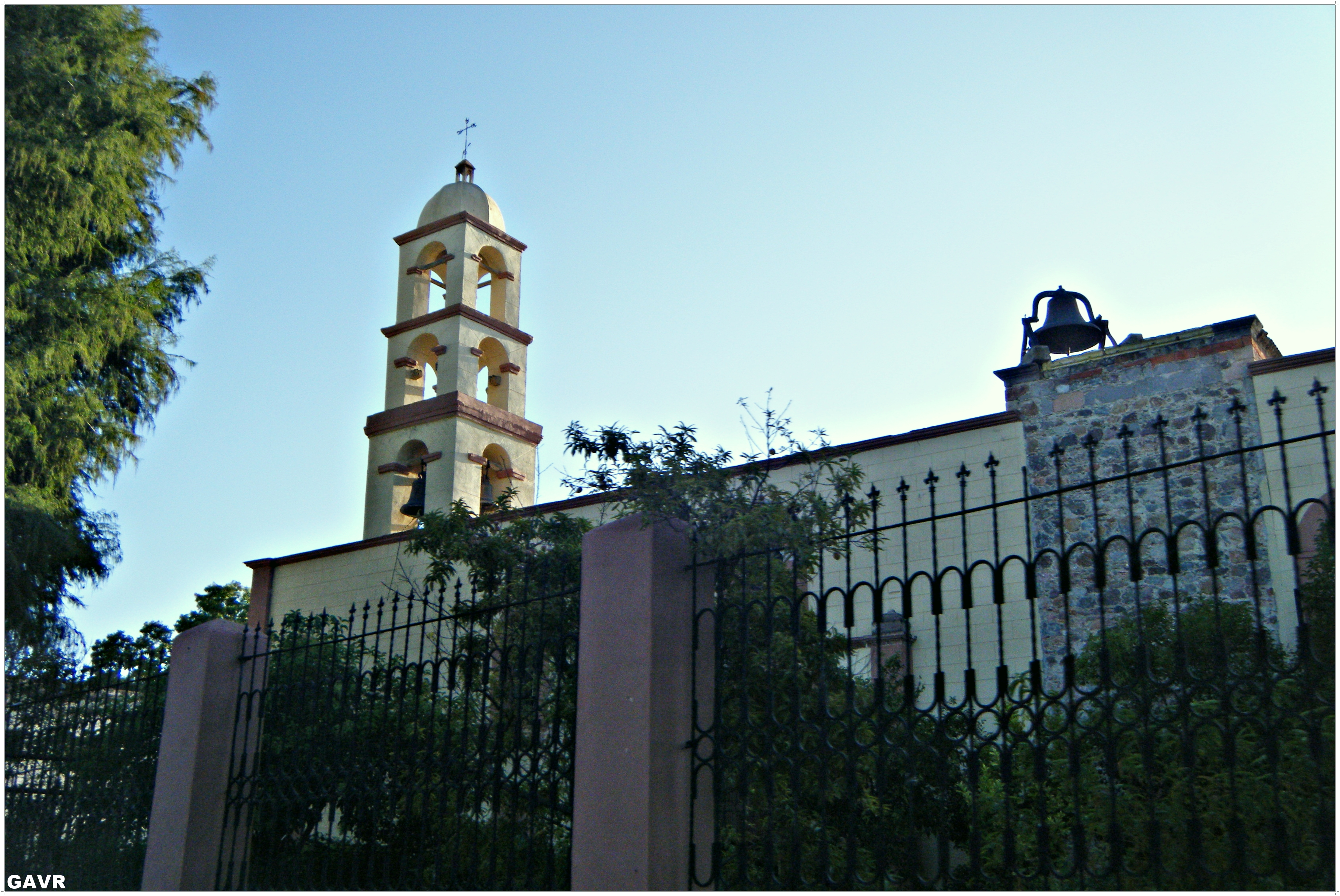
Templo católico de san Diego.

Empezó a distinguirse por sus facultades como Taumaturgo en la región del Peñón Blanco, a donde fue enviado por Espinareda que se encontraba en el municipio de Nombre de Dios a predicar la doctrina a los indígenas. Fue en Peñón Blanco donde este religioso empezó a hacerse famoso por sus facultades, pues hizo curaciones prodigiosas a ciegos, sordos, mudos, paralíticos,  quien alrededor del año de 1561 fundó la Misión de San Buenaventura del Peñón, que poco tiempo después adquirió el título de Hospicio, el que fue cambiado a la jefatura del partido de San Juan del Río, en vista de las dificultades para su sostenimiento o por la cercanía del Cuartel General de Misioneros de Coneto, quedando únicamente el Convento, alrededor del cual se fundó lo que en el principio fue Hacienda de San Buenaventura,  luego hacienda de San Diego, después Hacienda del Peñón Blanco (Hacienda de Beneficio), finalmente Peñón Blanco; Fundado el 4 de octubre de 1599 según acuerdo con la real pragmática (que según William James, el único criterio para juzgar la verdad e funda en sus aspectos prácticos). La posesión de sus tierras, la cual fue verificada por el capitán de corazadas del rey Don Juan de la Torre y Marquecho, por acuerdo de la Real Pragmática y Real Cédula del 4 de abril de 1684; y el 24 CD Noviembre de 1761, fecha en la que se dejó amparados nuevamente de sus tierras de labor y de agostadero, así como el uso de todas sus aguas a los naturales despueblo del Peñón Blanco, señalado además 600 varas castellanas a los cuatro vientos contadas desde la iglesia para el fundo de la población del Peñón Blanco * (Fuente: Antecedentes Históricos del Peñón Blanco, Genaro Pulido Moreno).

## Geografía
Su ubicación geográfica es un poco difícil de explicar, debido a que se encuentra entre los límites de Los Llanos (Oficialmente pertenecemos a la región de Los Llanos), Los Valles y Al norte limita, con la Región conocida como la Comarca Lagunera, quienes por supuesto, los laguneros, consideran a Peñón Blanco como parte de esta extensa zona comprendida territorialmente hablando por varios municipios de Durango y Coahuila. Su territorio está limitado al poniente y al oriente por las sierras de Gamón y la de Yerbanís, respectivamente, notable esta última por construir la barrera que separa las formaciones terciarias de la meseta central de las cretáceas, que forman el plano inclinado que baja hasta el bolsón, región semiárida del estado; sus terrenos septentrionales tienen las características de esta última.  La sierra de Yerbanís tiene en su extremo norte el majestuoso cerro Blanco, formación granítica que alcanza los 2,500 metros de altura y que forma parte del cerco de montañas que limitan la Joya de Covadonga, en donde se observan ejemplos notables de los efectos de la erosión, que provoca grandes acantilados y rocas talladas de todas figuras, que le dan un aspecto agreste, pintoresco y grandioso. Por el centro del territorio corre el río de Covadonga o del Álamo, con un trayecto de sur a norte, que tiene su origen en el arroyo de Peñuelas; cuyas primeras aguas las produce un manantial de gran volumen; sus afluentes principales son: el arroyo de Temporales y el río de Peñón Blanco, que baja de la sierra de Gamón y arrastra fuerte caudal de agua permanente utilizada como fuerza motriz y de riego para la tierra del pueblo. 

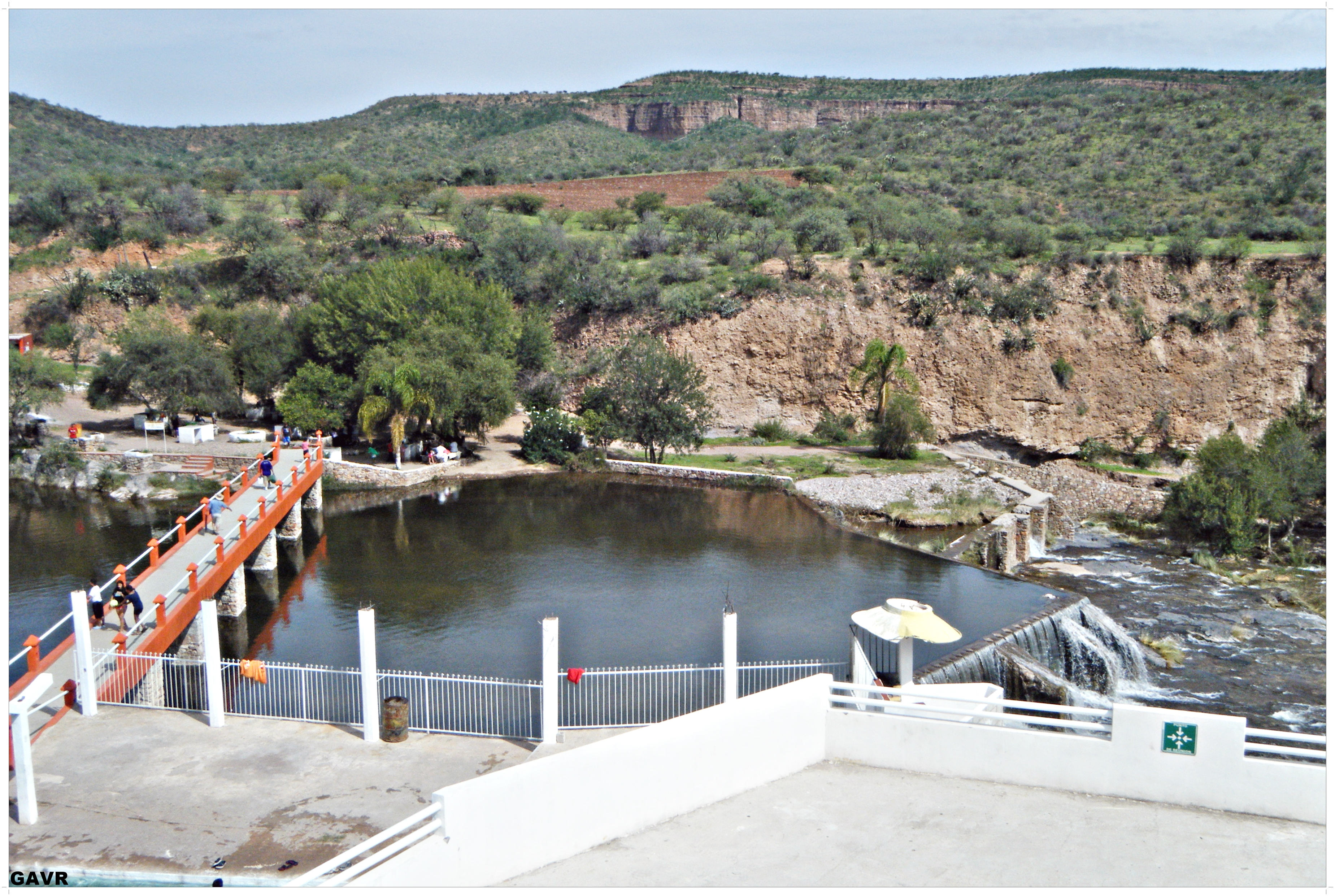
Balneario la concha, Durango

La unión del río del Álamo con el de Peñón Blanco forma el río del Peñón, llamado también de Covadonga; su curso es de sur a norte y afluye al río Nazas en el lugar llamado las Adjuntas, siendo uno de los afluentes más importantes que recibe el Nazas en la parte baja de su curso. En el trayecto del río se encuentran los balnearios de La Concha y Belem y más abajo la presa derivadora Las Tres V, que irriga por dos canales principales gran parte de los terrenos de riego de la cabecera municipal; a unos 600 metros del centro de la cabecera está la presa Guadalupe que riega 50 has. de la fábrica de Guadalupe. Finalmente de la cabecera municipal en adelante se levantan otras presas derivadoras de arena que riegan terrenos en col. Juárez, Cruces, PP. El Porvenir, Ejido Covadonga y algunas pequeñas propiedades. Clima Se clasifica como templado subhúmedo, con temperaturas frías extremas. La temperatura media anual es de 18 °C, la máxima es de 48 °C y la mínima anual es de -11.0 °C, tiene una precipitación media anual de 450 milímetros, con régimen de lluvias en los meses de junio, julio, agosto y septiembre. El área de bajo potencial se encuentra en una faja ubicada al lado oriente del municipio que se considera como semiárida; es ahí donde se registra una precipitación de 150 a 255 mm anuales de lluvia mientras que en el resto del municipio que se ubica en zona de los llanos se registra una precipitación de 380 a 450 mm anuales; las lluvias se registran en el periodo de junio a septiembre. Además se registran heladas tempranas en los últimos días de septiembre y primeros de octubre, siendo el período normal de heladas durante los meses de noviembre a febrero y las heladas tardías hasta los primeros de abril. Es normal que haya granizadas en los meses de junio y octubre, aunque se han registrado granizadas esporádicas en el mes de agosto. Los vientos dominantes en el municipio corren de noreste a sureste con variación en los meses de junio a agosto que son a la inversa.

## Turismo
Peñón blanco cuenta con un típico y singular centro histórico muy similar a de otros pueblos duranguenses, entre los principales atractivos turísticos están:
Balneario la concha: la concha es un poblado ubicado a tan solo 9 kilómetros al sur de peñón blanco, en la concha se localizan dos importantes balnearios que son la concha y los naranjos, estos balnearios se localizan a la orilla de un pequeño rio, en dicho poblado también se localiza una pequeña represa que data de 1840 en la cual se forma una cascada y un quebrada en la que se puede encontrar gran cantidad de especies acuíferas.
Hacienda de belem: es un balneario ubicado a 7 kilómetros al sur de peñón blanco, se pueden encontrar cabañas, albercas, asadores y hasta una cascada.
Puente colgante: es un antiguo puente colgante ubicado en el centro de peñón blanco, dicho puente atraviesa el río de peñón blanco.
La fábrica: es una iglesia y una hacienda de la época virreinal, ubicada a 2 kilómetros al norte de peñón blanco.
San Antonio de Jacales: es un poblado localizado en Peñón Blanco, cuenta con balnearios de aguas termales.

## Flora y fauna
Abundan en la localidad los bosques; en éstos se agrupa la vegetación arbórea que se desarrolla generalmente en clima templado y semifrío donde no hay gran diversidad de especies y un número reducido o nulo de bejucos; en general los contrafuertes de los árboles no son muy desarrollados y se presentan pocos estratos; hay también chaparrales, bajo este concepto se consideran también las asociaciones de encino bajos, generalmente densas, acompañadas a menudo por manzanitas y otras especies. En lo que respecta a la fauna, encontramos venado, puma, conejo, liebre y gato montés. en el río se encuentran numerosas especies de anfibios y peces, al igual que la conocida tortuga Podocnemis lewyana.

## Costumbres
El evento más importante en Peñón Blanco en cuanto a fiestas tradicionales, es por supuesto La Feria de San Diego de Alcalá La cual se lleva a cabo el 13 de noviembre de cada año. Es la culminación de varios eventos, entre ellos, bailes y competencias, para seleccionar a la jovencita más bella del municipio (La flor más bella del ejido) Esto se resume a lo siguiente, la coronación de la reina de las ferias, la Chica más simpática y bella del municipio. Aunque no son de tradición local, pero igual son celebrados con el mismo fervor como si lo fueran; Estos eventos son tales como: El día de la Madre, 10 de mayo; Las graduaciones de los estudiantes de los diferentes niveles, adquieren singular importancia todos los años al terminar el mes de junio. Otras celebraciones importantes son el 15 de septiembre, La Independencia de México; El 20 de noviembre, La Revolución Mexicana; El 12 de diciembre, Celebración de La Virgen de Guadalupe; y por supuesto, Navidad y Celebración de Año Nuevo.

## Migración
El municipio, como muchas otras poblaciones de México, 'expulsa" muchos de sus jóvenes y no tan jóvenes al vecino país del norte, EE. UU. de A. Una gran cantidad de sus habitantes viven diseminados en Estados de la Unión Americana tales como; Texas, Illinois, California, Arkansas y muchos otros más, y dentro del mismo estado en la Región Lagunera y la misma capital. Lo anterior se deba a las pocas oportunidades de trabajo que les ofrece el municipio.

## barrios y sectores
- Barrio de Los Santiago
- Barrio de Los Luna
- Barrio de San Isidro
- Barrio de La Luz del Día
- Barrio del Refugio
- Barrio de Jesús maria
- Barrio La Calzada
- Barrio de Santa Lucía
- Barrio La Bajada
- Barrio El Cerrito de la Cruz
- Colonia 12 de diciembre

. colonia Guadalupe victoria